# James Lesure
James Lesure wł. James LeSure (ur. 21 września 1970 w Los Angeles) – amerykański aktor filmowy, telewizyjny i teatralny.
Urodził się i wychował w Los Angeles, w stanie Kalifornia. Służył w United States Air Force Academy, a następnie zaczął uczęszczać na Uniwersytet Południowej Kalifornii, gdzie ukończył studia na wydziale aktorskim. W młodości występował w teatrze w Los Angeles, wcielając się w rolę Macduffa w tragedii szekspirowskiej Makbet. Studiował także w Anglii, na University of Kent w Canterbury. Grał w musicalu Hair.
Najbardziej znany z roli Mike Cannona w serialu NBC – Las Vegas i jako Mel Ellis w serialu telewizji NBC/WB – Kocham tylko ciebie. Ma na koncie także epizodyczne role w takich serialach jak Agentka o stu twarzach, Zagubieni, Kroniki Seinfelda, The Drew Carey Show, Detektyw Monk, Studio 60.